# 及部駅

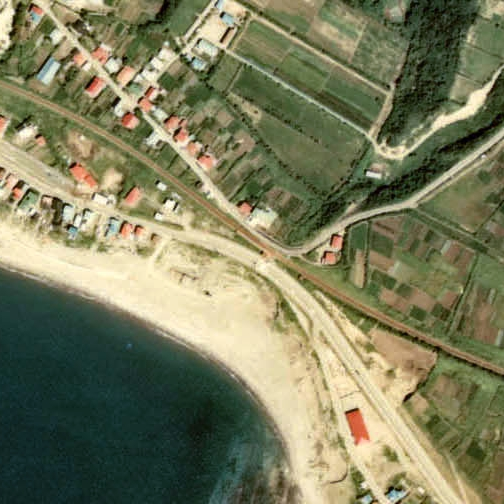
1976年の及部駅と周囲約500 m範囲。

及部駅（およべえき）は、北海道松前郡松前町字上川にあった北海道旅客鉄道（JR北海道）松前線の駅（廃駅）である。事務管理コードは▲141509。

## 歴史

### 年表
- 1957年（昭和32年）1月25日：日本国有鉄道（国有）松前線の駅として開業[1]。気動車の旅客のみ取扱う駅員無配置駅[3]。
- 1987年（昭和62年）4月1日：国鉄分割民営化に伴い、北海道旅客鉄道（JR北海道）に継承[1]。
- 1988年（昭和63年）2月1日：松前線の廃線に伴い、廃駅[1]。

## 駅構造
廃止時点で、単式ホーム1面1線を有する地上駅であった。ホームは線路の南側（松前方面に向かって左手側）に存在した。
開業当時からの無人駅であり、駅舎はなかった。待合室はホーム東側出入口部分にあった。

## 利用状況
- 1981年度（昭和56年度）の1日乗降客数は65人[4]。

## 駅周辺
- 国道228号 - 駅前[4]。
- 覃部館跡 - 道南十二館のひとつ。西の東山地区にある。
- 福山港 - 駅から南に約2 km[4]。
- 松前町立松前小学校 - 2013年（平成25年）廃校。

## 駅跡
道路の一部になっている。

## 隣の駅
北海道旅客鉄道（JR北海道）
松前線
渡島大沢駅 - 及部駅 - 松前駅